# Сурско-Литовский сельский совет
Сурско-Литовский сельский совет (укр. Сурсько-Литовська сільська рада) — входит в состав
Днепровского района
Днепропетровской области
Украины.
Административный центр сельского совета находится в
с. Сурско-Литовское.

## Населённые пункты совета
- с. Сурско-Литовское